# Viktor Bondarev
Pour les articles homonymes, voir Bondarev.
Viktor Nikolaevich Bondarev (en russe : Виктор Николаевич Бондарев), né le 7 décembre 1959 à Voronej, est un militaire russe.
Il est commandant des forces aérospatiales russes entre 2015 et 2017 après avoir été commandant en chef de la partie liée à l'armée de l'air des forces aérospatiales russes entre 2012 et 2015.